# Горбачёв, Василий Иванович
Василий Иванович Горбачёв (1899—1985) — старший агроном семеноводческого совхоза «Хомутовский» Министерства совхозов СССР, Хомутовский район Орловской области, Герой Социалистического Труда.

## Биография
Родился в селе Утевка Бузулукского уезда Самарской губернии (ныне Нефтегорский район Самарской области).
Участник Великой Отечественной войны с мая 1943 года, на фронт которой был призван Вельским райвоенкоматом Архангельской области. Служил артиллеристом 45-миллиметровой пушки 51-го стрелкового полка 93-й стрелковой дивизии. Затем был химинструктором, старшиной батареи 76-миллиметровых пушек 266-го стрелкового полка 93-й стрелковой дивизии 3-го Украинского фронта.
Демобилизовавшись из армии, Василий Горбачёв в сельскохозяйственный институт, по окончании которого работал в совхозе «Хомутовский» Новодеревеньковского района старшим агрономом. Уделял внимание внедрению севооборотов, поддерживал связь с учеными-селекционерами не только Орловской области, но и других областей и республик Советского Союза. Благодаря советам и научным рекомендациям опытных специалистов, внедряемых Горбачёвым, совхоз «Хомутовский» демонстрировал рост урожайности зерновых. Уже в 1947 году на площади 1240 гектар была получена
урожайность зерновых по 15,6 центнеров с гектара, а с площади 86,4 га — получен урожай ржи 30,8 центнеров с гектара.
27 марта 1948 года Указом Президиума Верховного Совета СССР «за получение высокого урожая ржи при выполнении совхозом плана сдачи государству сельскохозяйственных продуктов и обеспеченности семенами зерновых культур для весеннего сева» старшему агроному совхоза «Хомутовский» Горбачеву Василию Ивановичу присвоено звание Герой Социалистического Труда с вручением ордена Ленина и Золотой Звезды «Серп и Молот».
В. И. Горбачёв работал в совхозе до выхода на пенсию, после чего жил в поселке Михайловка Новодеревеньковского района Орловской области. Умер в 1985 году.
В Орловском краеведческом музее находится портрет В. И. Горбачёва.

## Награды
- Медаль «Серп и Молот» (27.3.1948);
- Орден Ленина (27.3.1948), орден Отечественной войны 2-й степени (11.03.1985);
- Медали, включая три медали «За отвагу» (26.12.1943; 26.05.1944; 20.09.1944)[3].